# Piet Steenkamp
Petrus Antonius Josephus Maria (Piet) Steenkamp (ur. 8 marca 1925 w Uithoorn, zm. 8 stycznia 2016 w Eindhoven) – holenderski polityk, ekonomista, nauczyciel akademicki i przedsiębiorca, wieloletni członek Eerste Kamer i przewodniczący tej izby w latach 1983–1991, uznawany za inicjatora powołania Apelu Chrześcijańsko-Demokratycznego (CDA).

## Życiorys
Z wykształcenia ekonomista, w 1949 ukończył studia w szkole wyższej Katholieke Economische Hogeschool w Tilburgu, doktoryzował się w 1951. Początkowo od 1949 pracował w fabryce konserw, w latach 1954–1966 był członkiem zarządu tego przedsiębiorstwa. W międzyczasie w 1960 został profesorem prawa socjalnego w Technische Hogeschool Eindhoven; zajmował na tej uczelni stanowisko dziekana wydziału filozofii i nauk społecznych. Pełnił różne funkcje w przedsiębiorstwach, organizacjach gospodarczych i kościelnych, był m.in. długoletnim członkiem rady nadzorczej KLM.
Prowadził także aktywną działalność polityczną w ramach Katolickiej Partii Ludowej. Był inicjatorem powołania przez ugrupowania chrześcijańskiej wspólnej partii. W 1973 stanął na czele federacji CDA, którą kierował do 1980, gdy przekształciła się w jednolitą formację. W 1980 został honorowym przewodniczącym Apelu Chrześcijańsko-Demokratycznego.
Od 1965 do 1999 zasiadał w Eerste Kamer, izbie wyższej holenderskich Stanów Generalnych. W latach 1983–1991 sprawował urząd jej przewodniczącego.

## Odznaczenia
- Kawaler Orderu Lwa Niderlandzkiego (1976)
- Komandor Orderu Lwa Niderlandzkiego (1990)
- Komandor Orderu Oranje-Nassau (1985)[1]